# Büşra Kılıçlı

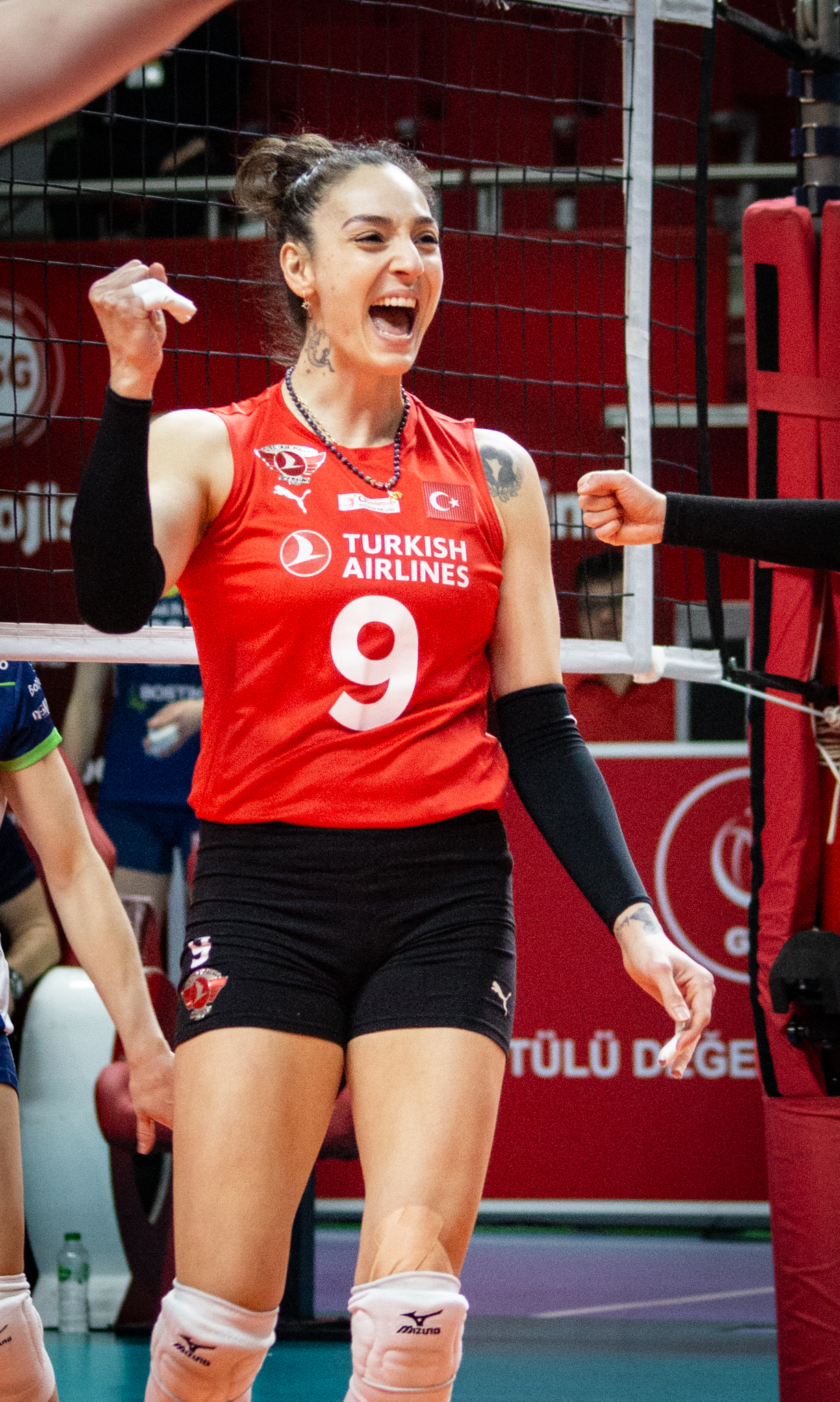
Büşra Kılıçlı zawodniczką THY Stambuł w sezonie 2024/2025

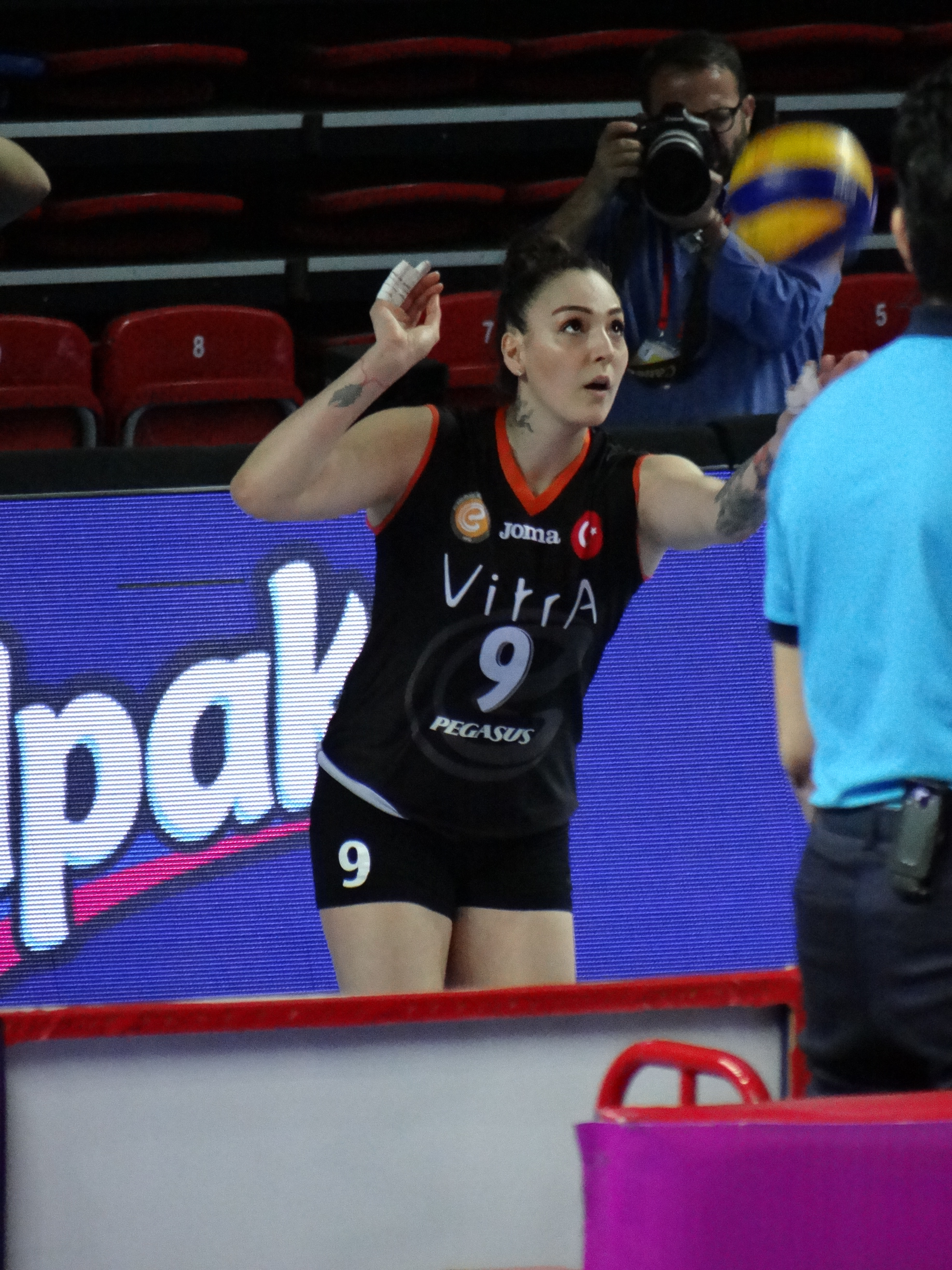
Büşra Kılıçlı zawodniczką Eczacıbaşı Stambuł podczas wykonywania zagrywki w finale ligi tureckiej w sezonie 2017/2018

Büşra Kılıçlı; z domu Cansu (ur. 16 lipca 1990 w Stambule) – turecka siatkarka, reprezentantka kraju, grająca na pozycji środkowej.

## Życie prywatne
W sierpniu 2015 roku wyszła za mąż, za Deniza Kılıçlı, tureckiego koszykarza.

## Kariera klubowa
| Lata                      | Klub                  |
| 2004–2019                 | Eczacıbaşı Stambuł    |
| 2019–2020 (do 05.01.2020) | Beşiktaş Stambuł      |
| 2020–2020 (od 09.01.2020) | THY Stambuł           |
| 2021–2023                 | Sarıyer Belediyesi SK |
| 2023–2024                 | Kuzeyboru SK          |
| 2024–                     | THY Stambuł           |

## Sukcesy klubowe
Puchar Top Teams:
- 2005

Mistrzostwo Turcji:
- 2006, 2007, 2008, 2012
- 2009, 2013, 2018, 2019
- 2005, 2010, 2011, 2014, 2015, 2016, 2021

Puchar Turcji:
- 2009, 2011, 2012, 2019

Superpuchar Turcji:
- 2011, 2012, 2018

Liga Mistrzyń:
- 2015
- 2017

Klubowe Mistrzostwa Świata:
- 2015, 2016
- 2018

Puchar CEV:
- 2018

## Sukcesy reprezentacyjne
Mistrzostwa Świata Juniorek:
- 2007

Igrzyska Śródziemnomorskie:
- 2013

Volley Masters Montreux:
- 2015

Igrzyska Europejskie:
- 2015

## Nagrody indywidualne
- 2015: Najlepsza blokująca turnieju Volley Masters Montreux